# Mexica Movement
Mexica Movement is de naam van een actiegroep in de Verenigde Staten waarvan de leden hun voorouderschap afleiden van de inheemse bevolking van Noord-Amerika als basis voor de "bevrijding" van het Noord-Amerikaanse continent van mensen van Europese afkomst. De organisatie beschouwt Mexicanen, Midden-Amerikanen, indianen en de Canadese First Nations als één volk dat ooit onterecht verdeeld werd door door Europeanen opgelegde grenzen, een bewering die door de meeste wetenschappers niet wordt onderschreven. De groepering beweert dat mensen van Europese afkomst een massale genocide hebben gepleegd en het westelijk halfrond al hebben bezet sinds 1492.
Hun uiteindelijke doel is de beschaafde, niet-gewelddadige, democratische "bevrijding" van het Noord-Amerikaanse continent van allen van Europese afkomst. De organisatie heeft tot doelstelling om een toekomstige natie te creëren, Anahuac genaamd. Deze natie zal Noord- en Midden-Amerika bevatten, samengevoegd tot en enkele superstaat, onder de democratische controle van inheemse mensen. De groepering bezit een grote bibliotheek met inheemse manuscripten en academisch onderzoeksmateriaal dat dient als inspiratie voor het scheppen van een toekomstige inheemse beschaving (onafhankelijk van Europese controle).
De groepering beschouwt blanke mensen als "Europeanen" die illegaal inheems land bezetten. De bevrijding wordt verwacht plaats te vinden in de loop van meerdere generaties en omvat het onder controle krijgen van massamedia en onderwijsmateriaal teneinde de manier waarop mensen denken over de geschiedenis van het content te veranderen.
De meerderheid van de groepsleden zijn in de Verenigde Staten geboren. De groepering verwerpt de "Aztlan-ideologie" van MEChA, de invloedrijkste organisatie van Mexicanen in de Verenigde Staten, als te beperkt, en streeft in plaats daarvan naar een inheemse controle over het gehele continent. De beweging steunt tevens het behoud van de Amerikaanse grondwet als een raamwerk voor de wetgeving tijdens het multi-generationele proces van "bevrijding".